# Îles (province romaine)

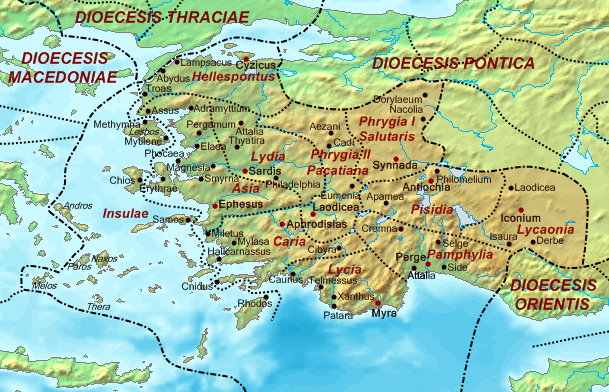
Diocèse d'Asie vers 400.

La province des Îles (en latin : Provincia Insularum) était une province romaine du Bas-Empire.
Festus en attribue la création à Vespasien.
Elle recouvrait deux archipels de la mer Égée : le Dodécanèse et les Cyclades, à l'exception des îles de Délos, Kéa, Kimolos, Kythnos et Mykonos, relevant alors de la province d'Achaïe.
Sa métropole était la cité de Rhodes, capitale de l'île éponyme.
Elle relevait du diocèse d'Asie et de la préfecture d'Asie.